# Мар'їне (Богодухівський район)
Ма́р'їне — село у Шарівському старостинському окрузі Богодухівської міської громади Богодухівського району Харківської області України.
- Поштове відділення: Шарівське

## Географія
Село Мар'їне знаходиться на обох берегах (в основному на лівому) Мандричини, лівої притоки річки Мерчик. Річка тече по балках Мандричина і Гартувата. Нижче за течією примикає село Карлівка. До 1999 р. вище за течією було село Деркачі, тепер це частина села Мар'їне.

## Історія
12 червня 2020 року, відповідно до розпорядження Кабінету Міністрів України № 725-р «Про визначення адміністративних центрів та затвердження територій територіальних громад Харківської області», село увійшло до Богодухівської міської громади.
19 липня 2020 року, в результаті адміністративно-територіальної реформи та ліквідації Богодухівського району, село увійшло до складу новоутвореного Богодухівського району Харківської області.